# Rivales por accidente
Rivales por accidente fue una telenovela mexicana producida por Juan David Burns y Elisa Salinas para TV Azteca en 1997.
Fue protagonizada por Javier Díaz Dueñas, Mayra Rojas y Karen Sentíes, con las participaciones antagónicas de José Alonso y Regina Torné. Fue escrita por Álvaro Cueva.

## Sinopsis
Rosario (Mayra Rojas) es una mujer trabajadora y un tanto inocente que vive con su tía Altagracia, desde que sus padres murieron en un accidente automovilístico cuando era una niña. Tiene su propio salón de belleza y su gran ilusión es casarse algún día con su novio, Edgardo, a quien ama profundamente. Pero Edgardo es un hombre egoísta y de lo peor que sólo explota a Rosario. No conforme con que ella lo mantenga, la engaña con su mejor amiga, Sara.
Cristela (Karen Sentíes), es una muchacha emprendedora que en pocos años ha conseguido triunfar como Directora de Mercadotecnia de CIMA Cosmetics, una importante empresa mexicana de ventas directas. A pesar de sus logros, Cristela se siente sola, ya que los negocios la han alejado del amor y de su familia que vive en Yucatán.
El único que se fija en ella es Vladimiro (José Alonso), el director general de CIMA, quien está obsesionado en poseerla, así sea utilizando su autoridad dentro de la empresa. Incluso llega a proponerle a Cristela que se convierta en su amante y como ella lo rechaza, Valdimiro le declara la guerra, contratando a la atractiva Pamela en un puesto similar al de Cristela.
Pamela es una oportunista que accede a los deseos de Valdimiro para sacar provecho de la situación. Por otro lado, Jorge (Javier Díaz Dueñas) acaba de llegar a la Ciudad de México, procedente de Monterrey, para trabajar como ejecutivo de cuenta en una importante agencia publicitaria.
Viene escapando del acoso y dominio de su madre, Carolina (Regina Torné), una mujer chantajista y manipuladora que en realidad odia a su hijo, porque ve en él la figura de Reynaldo, el marido que la abandonó trece años atrás.
Por lo mismo, Carolina sobreprotege a Martita (María Renée Prudencio), su hija menor, pues tiene la esperanza de que ella sí pueda ser feliz al lado de un hombre que la ame.
Madre e hija se quedan en Monterrey, esperando la oportunidad de vengarse de Jorge por haberlas abandonado. Por azares del destino, Cristela y Rosario se conocen y se hacen grandes amigas.
También por azares del destino, se enamoran del mismo hombre, Jorge, quien sufre porque ama a las dos y, finalmente, lo único que hace es jugar con los sentimientos de las dos amigas que, al darse cuenta del juego de Jorge, se convierten más bien en enemigas y, por supuesto, en Rivales por Accidente, dando pie a una 'divertida' comedia de situaciones y enredos en la que el romance y el humor van tomados de la mano.

## Elenco
- Javier Díaz Dueñas - Jorge
- Mayra Rojas - Rosario Real
- Karen Sentíes - Cristela Vargas
- José Alonso - Vladimiro
- Regina Torné - Carolina de Mauleón
- Wendy de los Cobos - Lia
- Javier Gómez - Rafael
- Lorena Meritano - Luz Elena
- María Renée Prudencio - Martita
- Omar Germenos - Horacio
- Begoña Palacios - Luisa
- Adriana Parra - Doña Male
- Fidel Garriga - Dr. Segura
- Claudia Fernández - Gaby
- Octavio Burgueño - Orlando
- Claudine Sosa - Isabel
- Elisa Aragonés - Fina
- Gabriel Pingarrón - Sergio
- Edmundo Arizpe - Gabriel
- Nerina Ferrer - Valeria
- Rafael de Quevedo - Waldo
- Martha Baumann - Jimena
- Armando Pascual - Roberto
- Guillermo Larrea - Pablo